# Bruce Seals
Bruce A. Seals (New Orleans, 18 giugno 1953 – 15 dicembre 2020) è stato un cestista e allenatore di pallacanestro statunitense, professionista nella ABA, nella NBA e in Italia.

## Carriera
Venne selezionato dai Seattle SuperSonics al secondo giro del Draft NBA 1975 (21ª scelta assoluta).

## Palmarès
- Coppa delle Coppe: 1

Pall. Varese: 1979-80